# Associazione Sportiva Siracusa 1990-1991
Questa pagina raccoglie le informazioni riguardanti l'Associazione Sportiva Siracusa nelle competizioni ufficiali della stagione 1990-1991.

## Rosa
| N. |                   | Ruolo | Calciatore         |
| -- | ----------------- | ----- | ------------------ |
|    | Italia (bandiera) | P     | Sebastiano Aprile  |
|    | Italia (bandiera) | D     | David Balleri      |
|    | Italia (bandiera) | A     | Girolamo Bizzarri  |
|    | Italia (bandiera) | D     | Gianfranco Circati |
|    | Italia (bandiera) | C     | Oreste Didonè      |
|    | Italia (bandiera) | D     | Silvio Giorgi      |
|    | Italia (bandiera) | C     | Primo Maragliulo   |
|    | Italia (bandiera) | C     | Valerio Mazzucato  |
|    | Italia (bandiera) | C     | Carlo Milazzo      |
|    | Italia (bandiera) | P     | Giuseppe Nioi      |
|    | Italia (bandiera) | C     | Fabio Novelli      |
|    | Italia (bandiera) | A     | Amerigo Paradiso   |
|    | Italia (bandiera) | A     | Francesco Parisi   |

| N. |                   | Ruolo | Calciatore           |
| -- | ----------------- | ----- | -------------------- |
|    | Italia (bandiera) | C     | Maurizio Raise       |
|    | Italia (bandiera) | D     | Fulvio Rondini       |
|    | Italia (bandiera) | A     | Roberto Russo        |
|    | Italia (bandiera) | D     | Massimo Ruscitti     |
|    | Italia (bandiera) | D     | Sergio Salice        |
|    | Italia (bandiera) | D     | Josè Sparti          |
|    | Italia (bandiera) | A     | Pietro Strada        |
|    | Italia (bandiera) | C     | Antonio Triveri      |
|    | Italia (bandiera) | D     | Pasquale Viscido     |
|    | Italia (bandiera) | D     | Gianbattista Zanetti |
|    | Italia (bandiera) | C     | Moreno Zocchi        |
|    | Italia (bandiera) | P     | Marco Zuccher        |

## Risultati

### Campionato

#### Girone di andata
| 16 settembre 1990 1ª giornata | Palermo | 2 – 0 | Siracusa |  |

| 23 settembre 1990 2ª giornata | Siracusa | 2 – 0 | Torres |  |

| 30 settembre 1990 3ª giornata | Battipagliese | 1 – 2 | Siracusa |  |

| 7 ottobre 1990 4ª giornata | Siracusa | 2 – 2 | Catanzaro |  |

| 14 ottobre 1990 5ª giornata | Casarano | 1 – 0 | Siracusa |  |

| 21 ottobre 1990 6ª giornata | Siracusa | 1 – 2 | Catania |  |

| 4 novembre 1990 7ª giornata | Casertana | 1 – 0 | Siracusa |  |

| 11 novembre 1990 8ª giornata | Siracusa | 1 – 1 | Monopoli |  |

| 18 novembre 1990 9ª giornata | Ternana | 2 – 0 | Siracusa |  |

| 25 novembre 1990 10ª giornata | Siracusa | 1 – 1 | Arezzo |  |

| 2 dicembre 1990 11ª giornata | Siena | 1 – 1 | Siracusa |  |

| 9 dicembre 1990 12ª giornata | Siracusa | 0 – 0 | Giarre |  |

| 16 dicembre 1990 13ª giornata | Siracusa | 1 – 0 | Campania Puteolana |  |

| 30 dicembre 1990 14ª giornata | Perugia | 3 – 2 | Siracusa |  |

| 6 gennaio 1991 15ª giornata | Siracusa | 1 – 0 | Fidelis Andria |  |

| 13 gennaio 1991 16ª giornata | Licata | 1 – 1 | Siracusa |  |

| Siracusa 20 gennaio 1991 17ª giornata | Siracusa          | 0 – 0 | Nola | (2500 spett.)\| Arbitro: \| Masulli (Cremona) \| |
| Arbitro:                              | Masulli (Cremona) |       |      |                                                  |

#### Girone di ritorno
| 3 febbraio 1991 18ª giornata | Siracusa | 3 – 2 | Palermo |  |

| 10 febbraio 1991 19ª giornata | Torres | 0 – 0 | Siracusa |  |

| 17 febbraio 1991 20ª giornata | Siracusa | 2 – 0 | Battipagliese |  |

| 24 febbraio 1991 21ª giornata | Catanzaro | 1 – 0 | Siracusa |  |

| 3 marzo 1991 22ª giornata | Siracusa | 1 – 1 | Casarano |  |

| 17 marzo 1991 23ª giornata | Catania | 1 – 4 | Siracusa |  |

| 24 marzo 1991 24ª giornata | Siracusa | 0 – 2 | Casertana |  |

| 30 marzo 1991 25ª giornata | Monopoli | 1 – 1 | Siracusa |  |

| 7 aprile 1991 26ª giornata | Siracusa | 3 – 0 | Ternana |  |

| 14 aprile 1991 27ª giornata | Arezzo | 1 – 0 | Siracusa |  |

| 28 aprile 1991 28ª giornata | Siracusa | 0 – 0 | Siena |  |

| 5 maggio 1991 29ª giornata | Giarre | 1 – 1 | Siracusa |  |

| 12 maggio 1991 30ª giornata | Campania Puteolana | 1 – 3 | Siracusa |  |

| 19 maggio 1991 31ª giornata | Siracusa | 1 – 1 | Perugia |  |

| 26 maggio 1991 32ª giornata | Fidelis Andria | 2 – 2 | Siracusa |  |

| 2 giugno 1991 33ª giornata | Siracusa | 1 – 1 | Licata |  |

| Arbitro: | Cosimo Bolognino (Milano) |

|                             |           |             |
| Troise 72’ Enzo Concina 72’ | Marcatori | 86’ Viscido |